# Peperomia bavina
Peperomia bavina är en pepparväxtart som beskrevs av C. Dc.. Peperomia bavina ingår i släktet peperomior, och familjen pepparväxter. Inga underarter finns listade i Catalogue of Life.